# Alfonso Grados Carraro
Alfonso Fernando Grados Carraro (Lima, 18 de mayo de 1955) es un empresario, dirigente deportivo y político peruano. Fue Ministro de Trabajo durante el gobierno de Pedro Pablo Kuczynski.

## Biografía
Nació el 18 de mayo de 1955, hijo del exministro Alfonso Grados Bertorini y Nella Carraro Zolezzi. Su padre se desempeñó como Ministro de Trabajo durante el primer y segundo gobierno de Fernando Belaúnde Terry.
Estudió Administración en la Universidad del Pacífico obteniendo el título en el 2005, y también un MBA en la Universidad Adolfo Ibáñez en Chile entre 2010 y 2012.
Desde 1980 en adelante ocupó diversos cargos en varias empresas. Fue dirigente de la Federación Peruana de Fútbol (FPF). Entre 1998 y 1999 presidió el club Sporting Cristal. Asimismo fue vicepresidente bajo el mando de Francois Mujica. Formó parte del Comité Consultivo de la FPF hasta el 2015.

## Vida política
Se desempeñó como funcionario siendo vicepresidente de la empresa Backus. Es el vicepresidente de operaciones de Interbank. Durante la campaña electoral de Pedro Pablo Kuczynski fue gerente administrativo.

### Ministro de Trabajo (2016-2018)
El 28 de julio del 2016, fue nombrado ministro de Trabajo por el expresidente Pedro Pablo Kuczynski.
Renunció al cargo el 9 de enero del 2018.